# Neotrichia sonora
Neotrichia sonora är en nattsländeart som beskrevs av Ross 1944. Neotrichia sonora ingår i släktet Neotrichia och familjen smånattsländor. Inga underarter finns listade i Catalogue of Life.